# St. Marien (Eddelak)

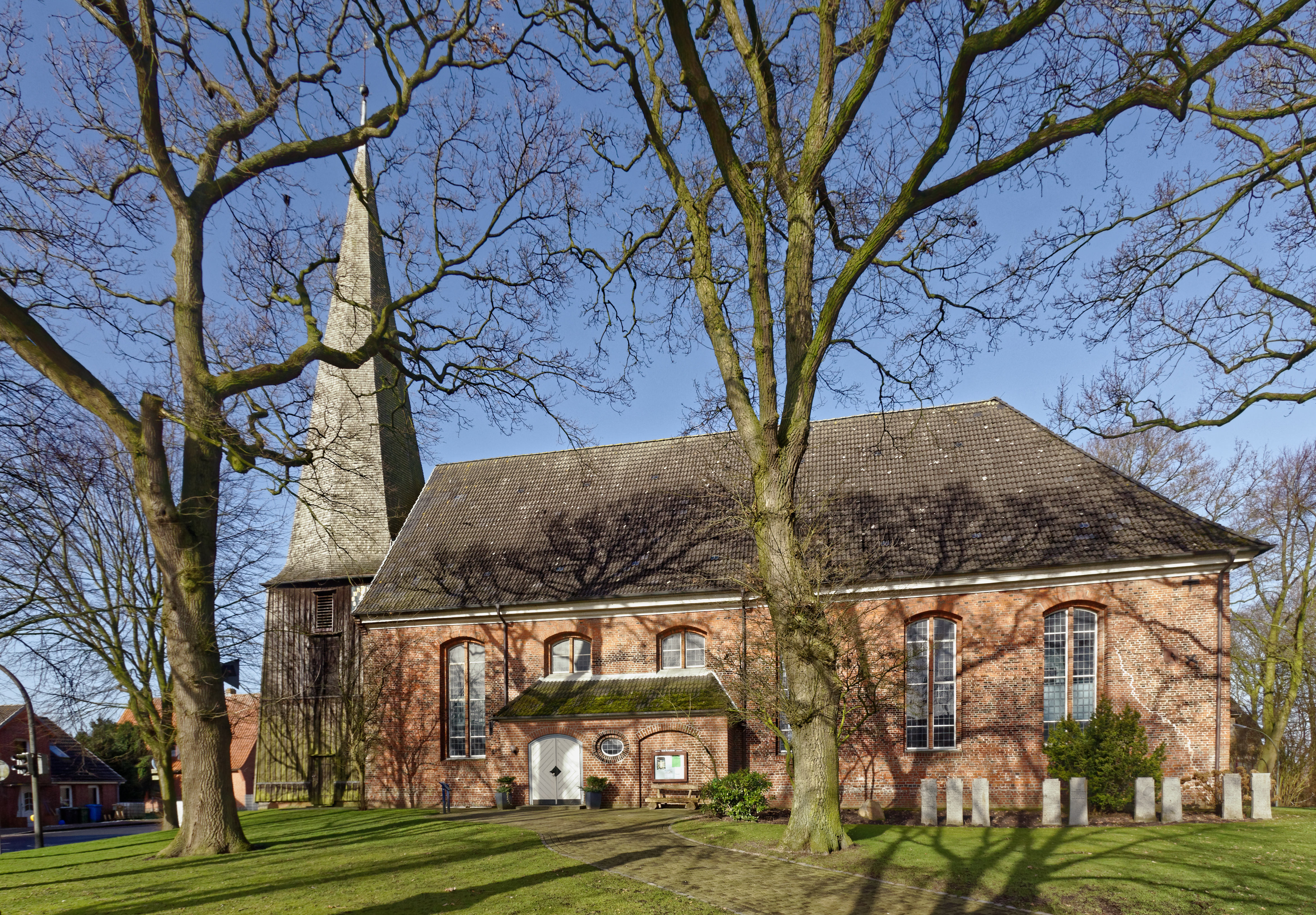
St. Marien in Eddelak

Die Kirche St. Marien ist ein geschütztes Kulturdenkmal mit der Objekt-ID 1671 im Denkmalschutzgesetz in Eddelak, einer Gemeinde im Kreis Dithmarschen in Schleswig-Holstein. Die Kirchengemeinde gehört zum Kirchenkreis Dithmarschen der Evangelisch-Lutherischen Kirche in Norddeutschland.

## Beschreibung

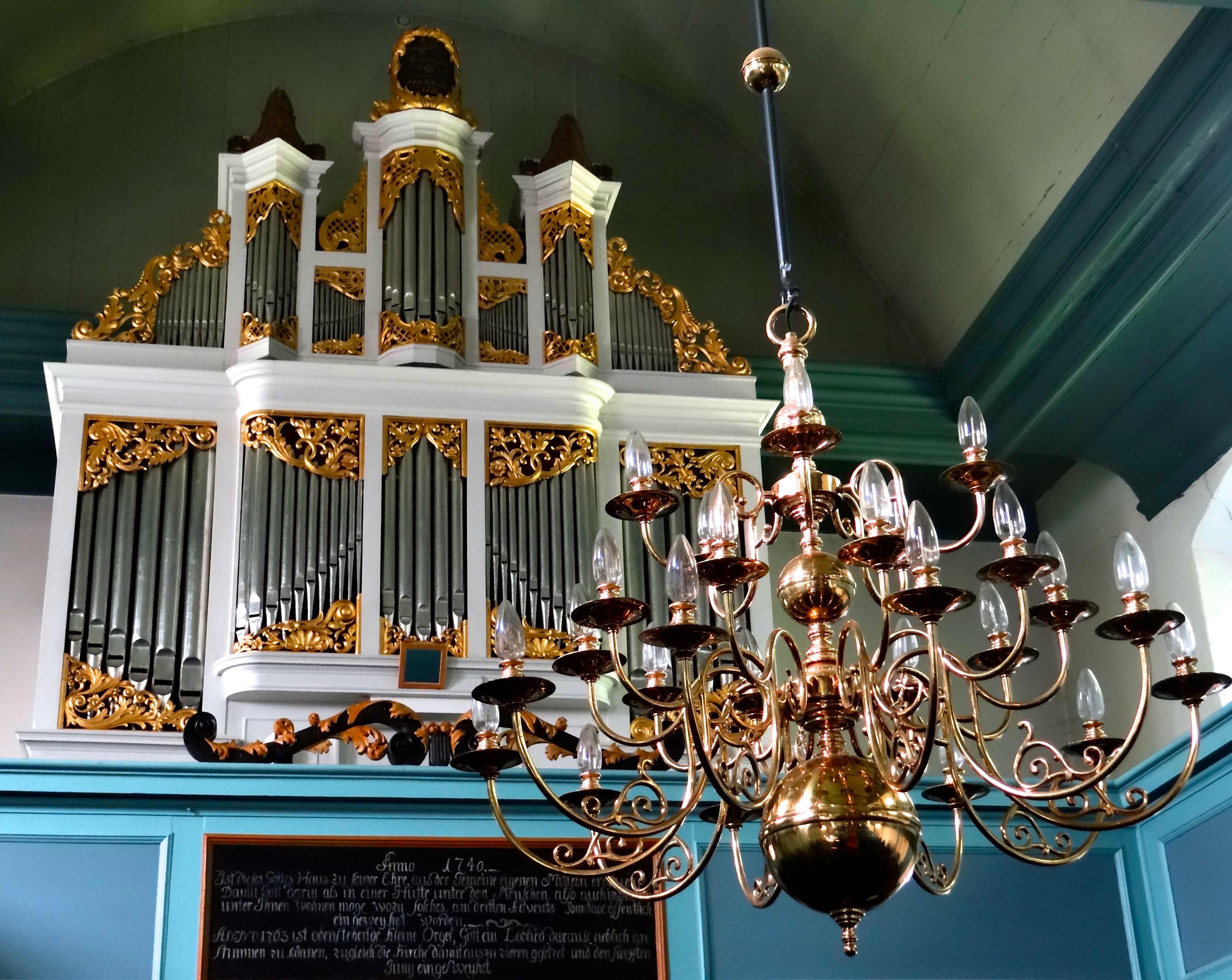
Orgel

Die barocke Saalkirche wurde 1740 nach einem Entwurf von Johann Georg Schott über den Grundmauern des Vorgängerbaus errichtet. Sie besteht aus einem Langhaus, das mit einem im Osten abgewalmten Satteldach bedeckt ist. Unmittelbar vor der Westseite steht ein 1676 erneuerter, vom Vorgängerbau übernommener hölzerner Glockenturm, in dem sich zwei Kirchenglocken befinden.
Der Innenraum ist mit einem hölzernen Muldengewölbe überspannt. Die Portale im Norden und Süden werden je durch einen Windfang geschützt. 
Zur Kirchenausstattung gehört ein Kanzelaltar, den Albert Hinrich Burmeister gebaut hat. Die Orgel wurde 1763 von Johann Daniel Busch gebaut und 1842 von Johann Conrad Rudolph Wohlien erweitert.